# Halictus diductus
Halictus diductus är en biart som beskrevs av Cockerell 1932. Halictus diductus ingår i släktet bandbin, och familjen vägbin. Inga underarter finns listade i Catalogue of Life.